# فريدريك يوهانسون
فريدريك يوهانسون هو دراج سويدي، ولد في 18 مارس 1978 في أوبسالا في السويد.

## وصلات خارجية
- فريدريك يوهانسون على موقع أرشيف الدراجات (الإنجليزية)
- فريدريك يوهانسون على موقع إحصائيات الدراجات الإحترافية (الإنجليزية)
- فريدريك يوهانسون على موقع نسبة الدراجات (الإنجليزية)
- فريدريك يوهانسون على موقع CycleBase (الإنجليزية)